# Bedecs László
Bedecs László (Budapest, 1974. november 25. –) irodalomtörténész, kritikus, tanár.

## Pályakép
1998-ban végzett az ELTE magyar és a Miskolci Egyetem filozófia szakán. 1998-tól 2001-ig a Miskolci Egyetem irodalomtudományi doktori iskolájában tanult. Tandori Dezső költészetéről szóló disszertációját 2005-ben védte meg. 2001-től 2009-ig, illetve 2016–17-ben az MTA Könyvtárában dolgozott, 2009-től hét éven Szófiában, az Ohridi Szent Kelemen Tudományegyetemen volt magyar irodalmat és nyelvet oktató vendégtanár, 2017-től Bakuban, az Azerbajdzsáni Nyelvi Egyetemen volt vendégoktató, magyar nyelvi lektor. 2021 szeptembere óta újra Szófiában dolgozik.
Házas (1996–), felesége Bedecs Éva. Három gyerek apja: Teodóra (1998-), Márton (2000-) és Dávid (2007-) 

## Kötetei
- A példának oka (Tanulmányok, kritikák). Kernstok Alapítvány – Új Forrás, Tatabánya, 2003 (Allée-füzetek)
- Beszélni nehéz (Tanulmányok Tandori Dezső költészetéről) Kijárat, Budapest, 2006 (Kritikai zsebkönyvtár)
- Nyelvek a végtelenhez (Tanulmányok, kritikák a kortárs magyar költészetről) Napkút, Budapest, 2009 (Kútfő bibliotéka)
- Mi volt a kérdés? (Beszélgetések kortárs költőkkel). Kijárat, Budapest, 2010
- Egy lehetséges változat (Tanulmányok, kritikák a kortárs magyar költészetről) Parnasszus, Budapest, 2016
- Dobai Péter (kismográfia) Napkút, Budapest, 2024
- A szonettig és tovább. Bertók László költészete. L'Harmattan Budapest, 2024